# Pachycheles setiferous
Pachycheles setiferous is een tienpotigensoort uit de familie van de Porcellanidae. De wetenschappelijke naam van de soort is voor het eerst geldig gepubliceerd in 1996 door Yang.